# Leôncio Correia
Leôncio Correia (Paranaguá, 1 de setembro de 1865 - Rio de Janeiro, 19 de junho de 1950) foi um advogado, escritor, jornalista e político brasileiro.
Filho de João Ferreira Correia e Carolina Pereira Correia, ficou órfão aos seis anos, já que seu pai faleceu, em 1865, aos 33 anos de idade. Logo acolhido pelos tios, personagens célebres do campo político local e nacional, tendo tido como patrono o Comendador Ildefonso Pereira Correia, principal empresário ervateiro do estado (do Paraná) e irmão do Senador Correia, alto funcionário do Império e com ampla inserção na Corte.
Exerceu os cargos de diretor da Instrução Pública do Rio Janeiro, diretor do colégio Dom Pedro II, diretor da Imprensa Nacional, diretor do Instituto de Educação do Rio de Janeiro, deputado federal e deputado estadual pelo Paraná.
Leôncio Correia foi o pioneiro na homenagem ao Dia da Bandeira: em 1907, ainda diretor da Instrução Pública, tornou obrigatória nas escolas primárias a Festa da Bandeira.
Apesar de ter sido formado em Direito por uma faculdade em Niterói, nunca chegou a exerceu a advocacia e a magistratura. Sempre foi um defensor da liberdade pública. Publicou diversos livros ao lado de Machado de Assis, Olavo Bilac e outros.
Membro da Academia Paranaense de Letras, no Instituto Histórico e Geográfico do Paraná, da Academia Carioca de Letras, da Federação das Academias de Letras, no Instituto Brasileiro de Cultura, e outras instituições literárias.

## Religião

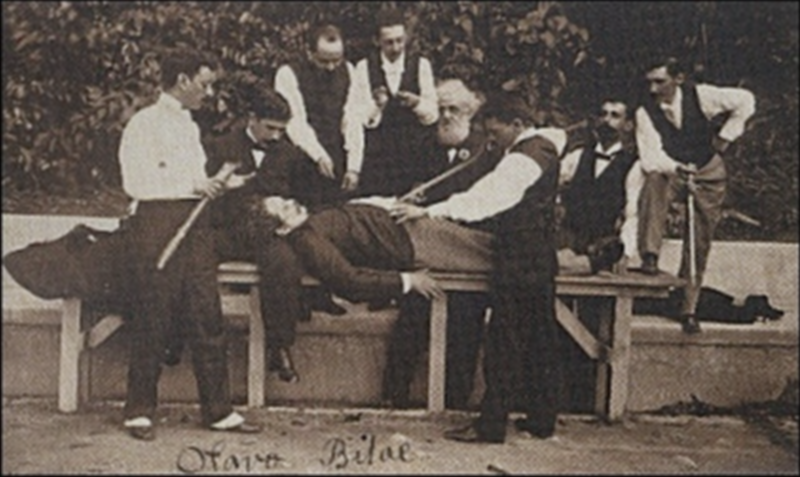
Fotografia originalmente pertencente a Olavo Bilac, com sua assinatura, em que intelectuais que participaram da fundação da Academia Brasileira de Letras encenam a Lição de Anatomia, quadro do pintor holandês Rembrandt. Da esquerda para a direita: Olavo Bilac, Leôncio Correia, Henrique Holanda, Pedro Rabelo, o doutor Pederneiras, Álvaro de Azevedo Sobrinho e Plácido Júnior. O autopsiado é Artur Azevedo, sendo o legista, que o opera com o sabre emprestado pelo oficial da ronda, Coelho Neto.

Leôncio Correia era espírita. Em 1922 entrou para o Congresso Espírita no Rio de Janeiro. Pertenceu ao Conselho da Associação Espírita Obreiros do Bem, e se tornando presidente da Liga Espírita do Brasil (atual Liga Espírita do Estado da Guanabara). Além disso, foi presidente da Liga Espírita do Brasil - atual Liga Espírita do Estado da Guanabara - no triênio 1939-1942.
No dia 15 de Novembro de 1939, na Associação Brasileira de Imprensa, quando se comemorou o cinquentenário do Brasil República, Leôncio Correia ocupou a presidência de honra do 1º Congresso Brasileiro de Jornalistas Espíritas.
Mesmo sem ter condições de cumprir com seus deveres, Correia participava de tudo o que lhe cabia, foi até a Repartição Policial e deixando suas impressões digitais para serem marcadas como Presidente da Liga Espírita.

## Homenagens

Homenagem em selo postal de 1965.

Como parte das comemorações do 1º centenário do estado do Paraná, o então governador Bento Munhoz da Rocha mandou editar as Obras Completas de Leôncio Correia, prefaciadas por nomes ilustres como Rodrigo Otávio Filho, Andrade Muricy e Othon Costa, entre outros.
Em Curitiba, há um colégio estadual, fundado em 1941, que leva o nome de Leôncio Correia. O projeto arquitetônico foi concebido no governo de Moysés Lupion que adotou a linguagem neocolonial e a clássica configuração em "U".

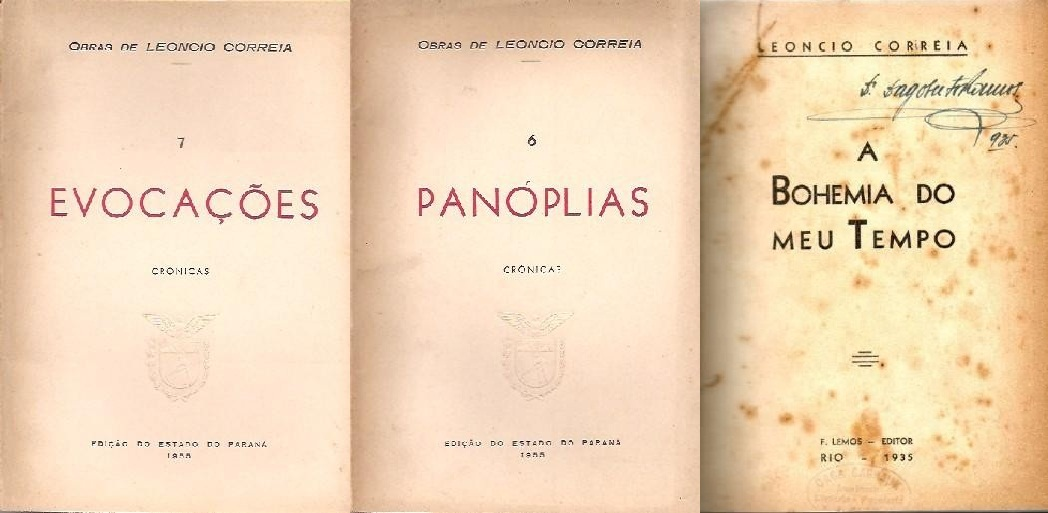
Alguns livros de Leôncio Correia

## Obras
- Barão do Serro Azul
- A Boêmia do Meu Tempo (crônica)
- Brasiliada (poema)
- Evocações (crônicas)
- Frauta de Outono (poesia)
- Panóplias (crônicas)
- Perfis (sonetos)
- A Verdade Histórica sobre o 15 de Novembro
- Meu Paraná (crônicas e versos)
- Vultos e Fatos do Império e da República (ensaio)
- Parlendas e Palestras (discursos).

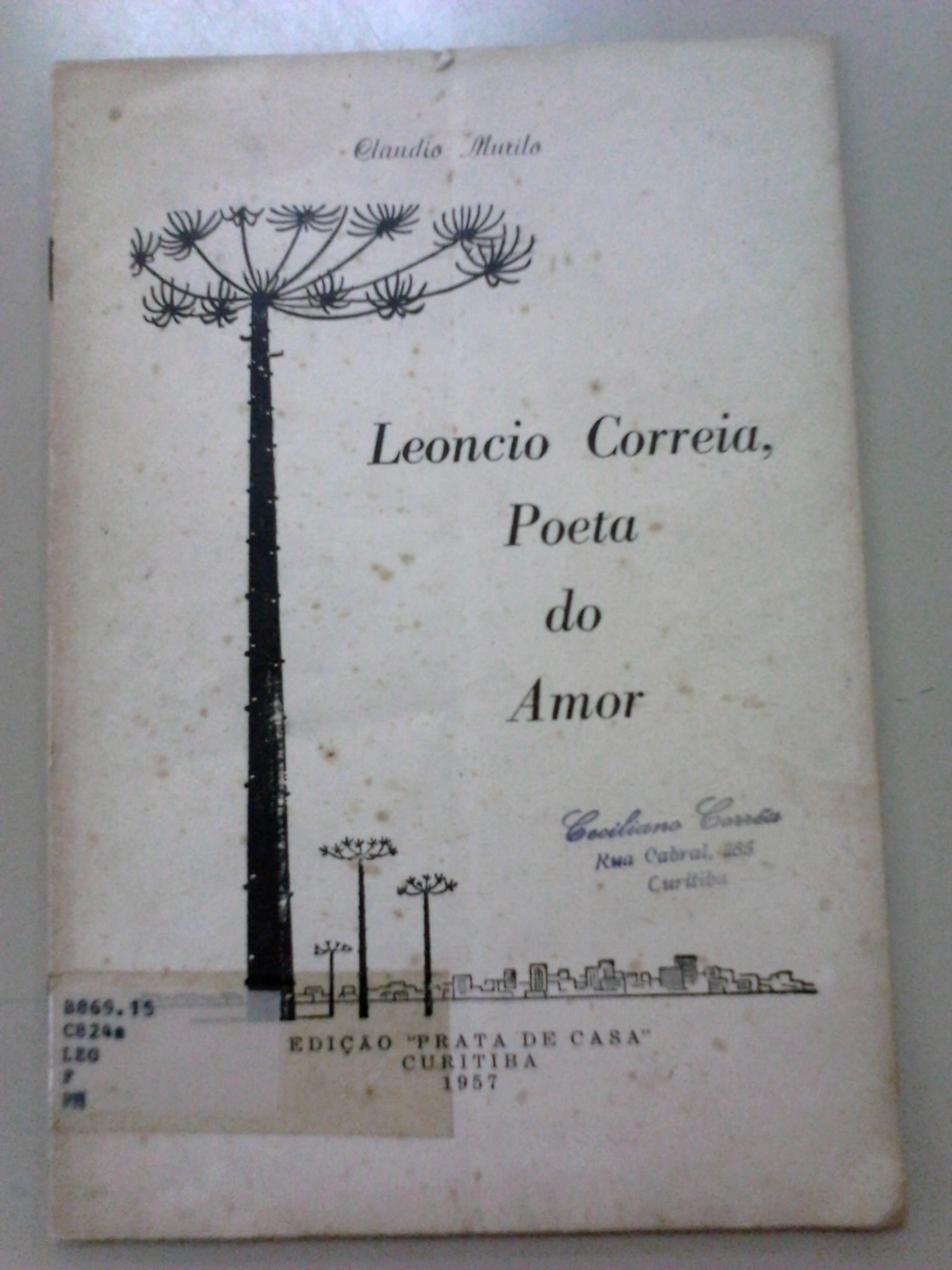
Livro de Poemas de Leôncio Correia

| “ | O meu desejo sempre foi diariamente ouvir o nome do Paraná falado, criticado, caluniado, elogiado, combatido, defendido, motejado, engrandecido, malsinado, mas nunca esquecido! | ” |